# Тауширо

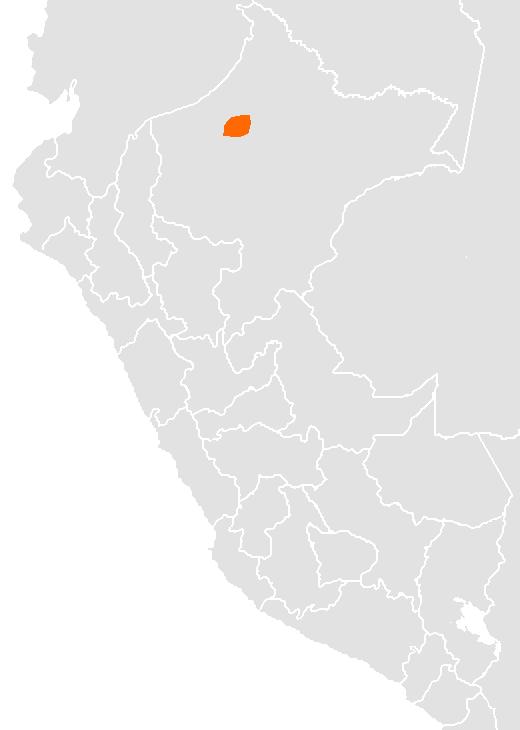
Распространение тауширо

Тауширо (пинче, пинчи) — один из индейских языков перуанской Амазонии. Относится к изолятам. В настоящее время близок к полному вымиранию: на 2000-е годы имеется лишь 1 носитель из 20 представителей данной этнической группы.
Терренс Кауфман относил тауширо к сапарским языкам. Он также отмечал лексическое сходство с языками кандоши и в особенности с омурано, предполагая родство этих трёх языков.